# The Dead South
The Dead South — це канадський гурт, що грає в народному і блюграс стилях із Реджайни, Саскачеван. Гурт утворився в 2012 спочатку як квартет канадійців — Нейт Хілтс (вокал, гітара, мандоліна), Скот Прінгл (гітара, мандоліна, вокал), Дані Кеньйон (віолончель, вокал) і Колтон Крофорд (банджо). Крофорд покинув гурт в 2015, його замінила студійна музикантка Еліза Мері Дойл. Вона долучилась до команди в турі 2018 року «Голоси в твоїй голові».
Часто згадувані як «Диявольські близнюки Мамфорда і синів», до виходу свого першого мініальбому з п'яти пісень Океан збожеволів і ми були винні у 2013 гурт грав на різних заходах. Їхній альбом 2014 року Хороша компанія випустив німецький лейбл Девіл Дак Рекордс, що призвело до багатьох турів за океан у наступні два роки. Сингл з Хорошої компанії «В пеклі я буду в хорошій компанії», спродюсований Оріоном Парадісом у студії СоулСаунд, створений разом з відео на Ютуб, вважається проривним для гурту.
Третій альбом гурту Ілюзія і сумнів вийшов у 2016. Він швидко піднявся на п'яту сходинку в блюграс чарті Billboard.

## Дискографія
2013 — The Ocean Went Mad and We Were to Blame
1. Banjo Odyssey;
2. Wishing Well;
3. The Dirty Juice;
4. Fruist and Salad;
5. Honey You.

2014 — Good Company
1. Long Gone;
2. Achilles;
3. The Recap;
4. In Hell I'll Be in Good Company;
5. Manly Way;
6. Travellin' Man;
7. Honey You;
8. Ballad for Janoski;
9. Down That Road;
10. The Dead South;
11. That Bastard Son;
12. Deep When the River's High;
13. Into the Valley.

2016 — Illusion & Doubt
1. Boots;
2. Every Man Needs A Chew;
3. Dead man's isle;
4. Smoochin' In The Ditch;
5. One Armed Man;
6. The Good Lord;
7. Delirium;
8. Miss Mary;
9. Time For Crawlin;
10. The Massacre Of El Kuroke;
11. Hard Day;
12. Gunslinger's Glory.

2019 — Sugar & Joy
1. Act of Approach;
2. Diamond Ring;
3. Blue Trash;
4. Black Lung;
5. Fat Little Killer Boy;
6. Broken Cowboy;
7. Snake Man (Pt. 1);
8. Snake Man (Pt. 2);
9. Heaven in a Wheelbarrow;
10. Crawdaddy Served Cold;
11. Alabama People;
12. Spaghetti;
13. Distance Oneself.